# Nervus maxillaris
Der Nervus maxillaris („Oberkiefernerv“, von lateinisch Maxilla ‚Oberkiefer‘) ist der zweite der drei Hauptäste des V. Hirnnervens, des Nervus trigeminus und wird mit V2 abgekürzt. Er ist für die sensible Innervation des vorderen Oberschädels zuständig. Er verlässt die Schädelhöhle durch das Foramen rotundum, bei Paarhufern durch das Foramen orbitorotundum, und gelangt so in die Fossa pterygopalatina hinter dem Auge.
Der Nervus maxillaris ist rein sensibel und nutzt das Ganglion pterygopalatinum als Anlagerungsganglion, so dass ein Teil dieser Fasern durch dieses hindurchlaufen. Er teilt sich in mehrere Äste.

## Nervus zygomaticus

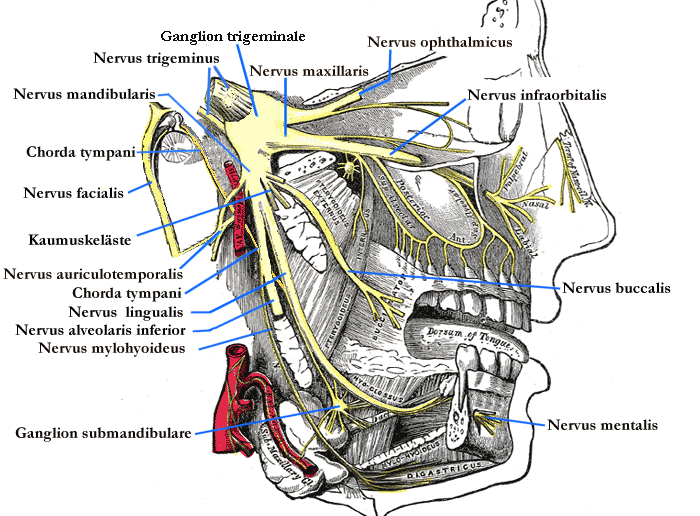
Nervus trigeminus des Menschen

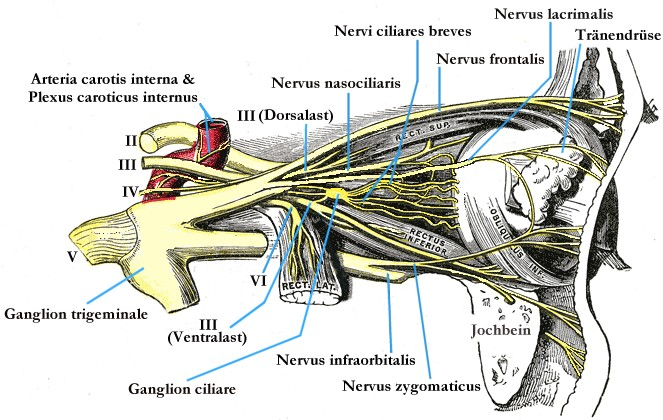
Nerven der Augengegend

Der Nervus zygomaticus (Os zygomaticum „Jochbein“) versorgt sensibel die Haut der Schläfenregion, des Jochbogens und der Augenlider. Er gibt einen Ast an den Nervus lacrimalis ab, der auf diesem Weg postganglionäre parasympathische Fasern aus dem Ganglion pterygopalatinum für die Tränendrüse erhält. Bei Wiederkäuern gibt der Nervus zygomaticus einen Ast (Ramus cornualis) an das Horn ab. Dieser versorgt sensibel die Haut des Hornzapfens und muss zum Enthornen anästhesiert werden.

## Rami nasales
Die Nasenäste (Rami nasales, bei Tieren als Nervus nasalis caudalis bezeichnet) ziehen durch das Foramen sphenopalatinum in die Nasenhöhle und versorgen sie sensibel. Im Nerven laufen auch parasympathische Fasern vom Ganglion pterygopalatinum zu den Nasendrüsen. Ein besonders kräftiger Ast zieht als Nervus nasopalatinus zwischen der Schleimhaut der Nasenscheidewand und dem darunterliegenden Periost zum Canalis incisivus und versorgt vordere Gaumenschleimhaut, und das Zahnfleisch der oberen Schneidezähne.

## Nervi palatini
Die Gaumennerven (Nervi palatini) versorgen die Schleimhaut des Gaumens.
Bei vielen Säugetieren entspringen die Nervi palatini und Rami nasales aus einem gemeinsamen Stamm des Nervus maxillaris, der in der Tieranatomie als Nervus pterygopalatinus bezeichnet wird. Die Deutung des Niesreflexes im Zusammenhang mit der Entdeckung des „nasopalatinalen Nervs“ gelang zuerst dem italienischen Anatom Domenico Cotugno (1736–1822).

## Nervus infraorbitalis
Der Nervus infraorbitalis (Unteraugennerv) ist die direkte Fortsetzung des Nervus maxillaris nach Abgang oben beschriebener Äste. Er zieht aus der Fossa pterygopalatina durch die Fissura orbitalis inferior in die Orbita, wo er unterhalb des Augapfels die Orbita durch den Canalis infraorbitalis verlässt. Folgend gibt der Nervus infraorbitalis den Plexus dentalis superior ab, der aus den Endästen Rami alveolares superiores anteriores zu den Schneidezähnen, den Rami alveolares superiores medii zu den Prämolaren und den Rami alveolares superiores posteriores zu den Molaren besteht. 
Am Foramen infraorbitale tritt der Nerv aus dem Oberkiefer aus und verzweigt sich in der Haut des gesamten vorderen und oberen Gesichts.